# Auflösung erhöhende Techniken
Unter dem Begriff Auflösung erhöhende Techniken (engl. resolution enhancement technologies, RET) werden in der Halbleitertechnik Verfahren zusammengefasst, welche die Erzeugung von Strukturen ermöglichen, die weit über die Grenzen hinausgehen, die normalerweise aufgrund des Rayleigh-Kriteriums gelten würden. Dazu werden beispielsweise die  zur Herstellung integrierter Schaltkreise (ICs oder „Chips“) in fotolithografischen Prozessen eingesetzten Fotomasken verändert, um die Grenzen der optischen Auflösung der Projektionssysteme auszugleichen. Moderne Technologien ermöglichen die Erzeugung von Strukturen in der Größenordnung von 7 Nanometer (nm), was weit unter der normalen Auflösung liegt, die mit tief ultraviolettem Licht (193 nm) möglich ist.

## Hintergrund
Integrierte Schaltkreise werden in einem mehrstufigen Verfahren unter Verwendung der Fotolithografie hergestellt. Die Fertigung beginnt mit der Umsetzung des entworfenen Schaltkreises in Fertigungsabschnitte, bei denen entweder vorhandenes Material auf der Oberfläche eines Siliziumwafers oder eines anderen Halbleitermaterials strukturiert (z. B. Ätzen, selektive Abscheidung) oder Material gezielt in die Oberfläche eingebracht wird (Dotierung, z. B. Ionenimplantation).
Jede Struktur eines Fertigungsabschnitts (auch als Ebene bezeichnet) des endgültigen Designs wird auf eine Fotomaske (auch Retikel genannt) aufgebracht, diese besteht zum Beispiel aus feinen Chromlinien, die auf hochgereinigtem Quarzglas gefertigt werden. Die Maske wird über dem mit einem lichtempfindlichen Fotolack beschichteten Wafer positioniert und dann mit einem intensiven UV-Licht bestrahlt. Das UV-Licht löst chemische Reaktionen in der dünnen Fotolackschicht auf der Oberfläche des Wafers aus, wodurch sich die Löslichkeit des Fotolacks ändert. Nach einem Entwicklungsschritt ist das fotografische Muster der Fotomaske auf dem Wafer physikalisch übertragen und kann für weitere Prozess (Ätzen, Abscheidungen, Ionenimplantation) zur Maskierung genutzt werden.
Wenn Licht auf ein Muster wie das auf einer Maske fällt, treten Beugungseffekte auf. Dies führt dazu, dass sich das scharf gebündelte Licht der UV-Lichtquelle (in modernen Anlagen ein Excimerlaser) auf der anderen Seite der Maske ausbreitet und mit zunehmendem Abstand immer unschärfer wird (vgl. Schärfentiefe). Um diese Effekte zu vermeiden, musste bei den frühen Systemen in den 1970er Jahren die Maske in direkten Kontakt mit dem Wafer gebracht werden, um den Abstand zwischen der Maske und der Oberfläche zu verringern (Kontaktbelichtung). Wenn die Maske angehoben wurde, löste sich oft die Fotolackschicht ab und der Wafer wurde ggf. unbrauchbar. Die Erzeugung eines beugungsfreien Bildes wurde schließlich durch die Projektionsausrichtsysteme gelöst, die in den 1970er und frühen 1980er Jahren die Chipherstellung dominierten.
Die stetige Verkleinerung von mikroelektronischen Strukturen (vgl. mooreschen Gesetzes) führte schließlich dazu, dass auch die Projektionsausrichtgeräte an ihre Grenzen stießen. Daher wurden Anstrengungen unternommen, die Nutzung von bestehenden Systemen zu verlängern. Dies erfolgte vorrangig, indem man die Wellenlänge der genutzten Lichtquelle verringerte (von g-Linie über i-Linie und KrF-Excimerlaser hin zu ArF-Excimerlaser) und somit höhere Auflösungen erzielte (vgl. Rayleigh-Kriterium). Aber auch diese Vorgehensweise stieß an ihre Grenzen, da Lasersysteme mit noch kleinerer Wellenlänge, z. B. F2-Excimerlaser (156 nm), auch entsprechende hochtransparente Optiken und andere Materialien (Fotolacke) benötigen, die es nicht gibt oder noch nicht in der notwendigen Qualität vorlagen.
Zu dieser Zeit wurde heftig darüber diskutiert, wie die Entwicklung hin zu kleineren Strukturen fortgesetzt werden könnte (siehe auch Next-Generation-Lithografie). Systeme mit Excimerlasern im weichen Röntgenbereich (EUV-Lithografie) waren eine Lösung, aber diese waren noch am Anfang ihrer Entwicklung, zudem auch später (Einsatz ab dem 7-nm-Technologieknoten) sehr teuer und schwierig zu handhaben. Ein alternativer Weg war, die Auflösung bestehender Systeme zu verbessern, wobei sich vorrangig auf Systeme mit KrF- und ArF-Excimerlaser konzentriert wurde.

## Grundkonzept
Das Grundkonzept der verschiedenen Systeme zur Verbesserung der Auflösung ist die kreative Nutzung der Beugung an bestimmten Stellen, um die Beugung an anderen Stellen auszugleichen. Wenn sich das Licht beispielsweise an einer Linie auf der Maske beugt, entstehen eine Reihe von hellen und dunklen Linien oder „Bändern“, die das gewünschte scharfe Muster ausbreiten. Um dies auszugleichen, wird ein zweites Muster aufgetragen, dessen Beugungsmuster sich mit den gewünschten Merkmalen überschneidet und dessen Bänder so positioniert sind, dass sie die des ursprünglichen Musters überlappen, um den gegenteiligen Effekt zu erzeugen – dunkel auf hell oder umgekehrt. Mehrere Merkmale dieser Art werden hinzugefügt, und das kombinierte Muster ergibt das ursprüngliche Merkmal. In der Regel sehen diese zusätzlichen Merkmale auf der Maske wie zusätzliche Linien aus, die parallel zum gewünschten Merkmal liegen.
Seit Anfang der 2000er Jahre werden diese Funktionen ständig verbessert. Zusätzlich zur Verwendung zusätzlicher Muster kommen bei modernen Systemen phasenverschiebende Materialien, Mehrfachmusterung und andere Techniken zum Einsatz. Zusammen haben sie es ermöglicht, dass die Größe der Merkmale weiterhin auf Größenordnungen unterhalb der Beugungsgrenze der Optik schrumpfen konnte.

## Verwendung der Auflösungsverbesserung
Nachdem ein IC-Design in ein physisches Layout umgewandelt, das Timing verifiziert und die Polygone als DRC-konform zertifiziert wurden, war der IC traditionell bereit für die Fertigung. Die Datendateien, die die verschiedenen Schichten repräsentieren, wurden an einen Maskenshop geschickt, der mithilfe von Maskenschreibgeräten jede Datenschicht in eine entsprechende Maske umwandelte, und die Masken wurden an die Produktionsstätte geschickt, wo sie zur wiederholten Herstellung der Designs in Silizium verwendet wurden. In der Vergangenheit war die Erstellung des IC-Layouts das Ende der Beteiligung an der Automatisierung des Elektronikdesigns (engl. electronic design automation, EDA).
Da die Merkmale, wie der Transistorgatelänge, immer kleiner wurden, wirken sich neue physikalische Effekte, die in der Vergangenheit bei der Fertigung effektiv ignoriert werden konnten, nun auf die Merkmale aus, die auf dem Siliziumwafer gebildet werden. Auch wenn das endgültige Layout die gewünschte Siliziumstruktur darstellt, kann es durch verschiedene EDA-Tools noch stark verändert werden, bevor die Masken hergestellt und ausgeliefert werden. Diese Änderungen sind nicht erforderlich, um das Bauteil in seiner ursprünglich geplanten Form zu verändern, sondern lediglich, um den Fertigungsanlagen, die oft für die Herstellung von ICs einer oder zwei Generationen später gekauft und optimiert wurden, die Möglichkeit zu geben, die neuen Bauteile zu liefern. Diese Änderungen lassen sich in zwei Kategorien einteilen.

Abbildungsfehler ohne OPC und Verbesserung mit OPC-Strukturen in der Fotomaske (Schema)

Bei der ersten Art handelt es sich um Verzeichnungskorrekturen, d. h. um die Vorkompensation von Verzerrungen, die dem Herstellungsprozess innewohnen, sei es durch einen Verarbeitungsschritt wie Fotolithografie, Ätzen, Planarisierung und Abscheidung. Diese Verzerrungen werden gemessen und ein geeignetes Modell angepasst. Die Kompensation erfolgt in der Regel mithilfe eines regelbasierten oder modellbasierten Algorithmus. Bei der Anwendung in der Fotolithografie wird diese Verzerrungskompensation als Optical Proximity Correction (OPC) bezeichnet.
Bei der zweiten Art der Fotomaskenverbesserung geht es darum, die Herstellbarkeit oder die Auflösung des Prozesses zu verbessern. Beispiele hierfür sind:
- Streubalken (engl. scattering bars): Unterauflösungshilfsmerkmale (engl. subresolution assist features, SRAFs), die die Schärfentiefe von isolierten Merkmalen verbessern.
- Phasenmasken (engl. phase-shift masks): Ätzen von Quarz aus bestimmten Bereichen der Maske (alt-PSM) oder Ersetzen von Chrom durch eine phasenverschiebende Molybdändisilicidschicht (abgeschwächtes eingebettetes PSM) zur Verbesserung der CD-Kontrolle und Erhöhung der Auflösung.

Diese Verbesserungstechniken können weiter optimiert werden, indem die Auswirkung der Beleuchtung auf die Abbildung des Bildes besser verstanden werden. Daher sind auch die unterschiedlichen Beleuchtungstechniken (Schrägbeleuchtung etc.), sowie weitere Maskenoptimierungstechniken zu erwähnen. Darüber hinaus können Doppel- oder Mehrfach-Strukturierung genutzt werden, d. h. die Aufteilung des Designs auf mehrere Masken, um die Fertigung engerer Abstände zu ermöglichen.
Bei jeder dieser Techniken zur Verbesserung der Herstellbarkeit gibt es bestimmte Layouts, die entweder nicht verbessert werden können oder Probleme bei der Abbildung verursachen. Diese werden als nicht konforme Layouts eingestuft. Sie werden entweder in der Entwurfsphase vermieden, beispielsweise durch die Verwendung von radikal restriktiven Entwurfsregeln, und/oder durch die Erstellung zusätzlicher DRC-Prüfungen, falls erforderlich. Sowohl die fotolithografischen Kompensationen als auch die Verbesserungen der Herstellbarkeit werden in der Regel unter dem englischen Begriff Resolution Enhancement Techniques (RET) zusammengefasst. Dies steht in engem Zusammenhang mit der allgemeineren Kategorie Design for Manufacturability (DFM) und ist ein Teil davon.
Solche Techniken wurden beim 180-nm-Technologieknoten eingeführt und bei kleineren Technologieknoten zunehmend aggressiver eingesetzt, da die minimale Strukturgröße deutlich unter die der Abbildungswellenlänge (üblicherweise 193 nm) gesunken ist. Sie werden auch bei neusten EUV-Lithografieprozessen mit einer Wellenlänge von 13,5 nm eingesetzt.